# Appartenenti alla P2
La lista degli appartenenti alla P2 fu scoperta, il 17 marzo 1981, dai magistrati durante le indagini sul presunto rapimento di Michele Sindona.
L'elenco dei soggetti appartenenti alla P2 fu trovato in una cassaforte della fabbrica Giole, situata a Castiglion Fibocchi. Fu resa pubblica dalla presidenza del Consiglio dei ministri in seguito il 21 maggio 1981.

## I lavori della commissione P2
La relazione della Commissione P2, indirizzata ai presidenti della Camera e del Senato il 12 luglio 1984, asseriva che:
- autentiche: in quanto documento rappresentativo dell'organizzazione massonica denominata Loggia P2 considerata nel suo aspetto soggettivo
- attendibili: in quanto sotto il profilo dei contenuti, è dato rinvenire numerosi e concordanti riscontri relativi ai dati contenuti nel reperto»

(Commissione parlamentare d'inchiesta - 12 luglio 1984)
La commissione parlamentare Anselmi e i successivi processi portarono a scoprire che alcune delle persone i cui nomi comparivano sulla lista erano tuttavia iscritti alla loggia P2 da prima della gestione Gelli e molte delle persone presenti nella lista negarono la loro partecipazione alla loggia massonica o sostennero di essere stati iscritti da conoscenti a loro insaputa. Inoltre nell'elenco stesso è specificato che 49 affiliati si erano posti "in sonno" (si erano, cioè, dimessi dalla massoneria), e 22 erano passati ad altre logge. L'affiliazione di Publio Fiori è stata esclusa con sentenza del Tribunale di Roma nel 2001.
Altre liste, per un totale di 550 nomi (di cui 180 circa ricompaiono nell'elenco dei 962 precedenti), comprensivi degli affiliati che Gelli aveva provveduto a "riconsegnare" al Grande Oriente d'Italia sino al 6 ottobre 1976, furono prodotte in aula dal deputato socialdemocratico Costantino Belluscio, in data 1º luglio 1981. Fu avanzata dalla Commissione Anselmi l'ipotesi che la lista trovata a Villa Wanda non fosse l'elenco completo degli aderenti, e che molti altri importanti personaggi iscritti alla P2 siano riusciti a non restare coinvolti nelle indagini successive alla scoperta della lista.
Nella ricostruzione della Commissione d'inchiesta, ai circa mille della lista trovata sarebbero da aggiungere i presunti appartenenti a quel vertice occulto di cui Gelli sarebbe stato l'anello di congiunzione con la loggia. Lo stesso Gelli, in un'intervista del 10 luglio 1976 rilasciata al settimanale L'Espresso, aveva parlato circa di duemilaquattrocento iscritti, comprendendo nel conteggio anche gli stranieri. In un libro-intervista pubblicato nel 2006, l'ex "Venerabile" continuò a rimanere nel vago, limitandosi a ribadire che quello sequestrato a Villa Wanda non era che un "brogliaccio", e che egli stesso aveva provveduto a distruggere gli originali durante la fuga a Caracas.
Tra le 963 persone inserite nell'elenco vi erano i nomi di 44 parlamentari, 2 ministri dell'allora governo, un segretario di partito, 12 generali dei Carabinieri, 5 generali della Guardia di Finanza, 22 generali dell'esercito italiano, 4 dell'aeronautica militare, 8 ammiragli, vari magistrati e funzionari pubblici, i direttori e molti funzionari dei vari servizi segreti, docenti universitari, diversi giornalisti ed imprenditori. La lista è riportata quindi a scopo documentale, non probatorio, e non entra nel merito delle presunte affiliazioni in considerazione anche del fatto che molti dei personaggi inclusi nell'elenco hanno sempre professato la loro estraneità e hanno negato l'appartenenza alla loggia segreta.

## Le personalità
Tra le 962 persone figuranti nella lista, vi erano i nomi di 119 alti ufficiali (50 dell'Esercito, 37 della Guardia di Finanza, 32 dei Carabinieri), 22 dirigenti di Polizia, 59 parlamentari, un giudice costituzionale, 8 direttori di giornali, 4 editori, 22 giornalisti, 128 dirigenti di aziende pubbliche, diplomatici e imprenditori. Nell'elenco degli iscritti comparvero i nomi di Silvio Berlusconi, Francesco Mola, Vittorio Emanuele di Savoia, Gino Birindelli, Edgardo Sogno, Giulio Caradonna, Maurizio Costanzo, Alighiero Noschese (morto suicida più di un anno prima della scoperta della lista), Claudio Villa, Paolo Mosca e il medico e personaggio televisivo Fabrizio Trecca (capo gruppo). Altri piduisti furono Michele Sindona e Roberto Calvi, Umberto Ortolani (allora proprietario della Voxson), Osvaldo Minghelli, generale della Polizia di Stato, il costruttore romano Mario Genghini, l'imprenditore Gabriele Cetorelli (attivo nel settore della grande distribuzione), Leonardo Di Donna (presidente dell'Eni), Duilio Poggiolini, insieme a tutti i capi dei servizi segreti italiani e ai loro principali collaboratori, Vito Miceli, Gianadelio Maletti, Antonio Labruna.

## A
- ten. col. Sergio Acciai (Firenze, in sonno, fascicolo 113) (poi generale della GdF)
- dott. Pierluigi Accornero (Viarigi, 321)
- avv. Branko Agneletto (Trieste, 291) (ex membro del TIGR, cofondatore dell'Unione Slovena)
- rag. Giacomo Agnesi (Roma, 169) (pasta Agnesi)
- dott. Enrico Aillaud (Roma, morto, 560) (Ex ambasciatore italiano in Cecoslovacchia (1960-1962), Polonia (1963-1968), Austria (1970-1973), RDT (1973-1975) e URSS (1976-1978); coinvolto nel dossier Mitrochin, ex Presidente Ass. Italo-Austria, Interbanca e Ispi)
- dott. Aldo Alasia (Buenos Aires, 150)
- dott. Gioacchino Albanese (Roma, 913) (stretto collaboratore di Eugenio Cefis, fu coinvolto nello scandalo Eni-Petronim[8])
- dott. Raffaele Albano (La Spezia, 286)
- cap. Amedeo Aldegondi (Torino, 425)
- ten. col. Vito Alecci (Milano, 789) (convivente di Nara Lazzerini, segretaria di Licio Gelli, il 3 marzo 1985 morì in circostanze misteriose; la Lazzerini asserì trattarsi di omicidio)
- magg. Giuseppe Aleffi, detto "Pino" (Pisa, 762) (comandò nuclei SIOS di Marisardegna e Camen, ex deputato di Forza Italia, relatore di un disegno di legge per la concessione dell'uso della bandiera nazionale al Corpo speciale volontario ausiliario dell'esercito dell'Associazione dei cavalieri italiani del Sovrano militare ordine di Malta, non rieletto nel 2001, candidato alla Camera con Italia dei Valori)
- dott. Alessandro Alessandrini (Roma, 728) (ex amministratore delegato Banco di Roma)
- amm. Achille Alfano (Livorno, morto, capo gruppo 12, fasc 450)
- gen. Giovanni Allavena (Roma, 505) (Generale dei Carabinieri, collaboratore di Giovanni de Lorenzo, comandante dell'ufficio D (informazioni) e del CCS (controspionaggio) e poi ultimo capo del Sifar; nel 1967, al suo ingresso nella P2, avrebbe trasmesso parte dei Fascicoli SIFAR a Gelli[9])
- prof. Canzio Allegriti (Torino, 94)
- principe Giovanni Alliata di Montereale (Roma, passato al Grande Oriente, morto, 361) (Gran Maestro della Serenissima Gran Loggia Nazionale degli Antichi Liberi e Accettati Muratori; costituì l'Associazione Nobili del Sacro Romano Impero. Deputato monarchico e separatista siciliano)
- dott. Italo Aloia (Cosenza, 173)
- Bruno Alpi (Ancona, morto, 426)
- dott. Roberto Amadi (Milano, 364)
- dott. Antonio Amato (Cagliari, 807)
- dott. Wilfrido Ambrosini (Verona, in sonno, 112)
- avv. Walter Amendola (Brasile, 615)
- dott. Aristide Andreassi (Roma, in sonno, 170)
- avv. Loris Andreini (Montecatini, 417)
- dott. Mario Andreini (Verona, 177)
- on. Clement Anet Bilé (Costa d'Avorio, 765) (negli anni '60 deputato della Costa d'Avorio, in rapporti con la FAO)
- avv. Franco Angeli (Montevarchi, 153)
- dott. Ennio Annunziata (Roma, 134)
- prof. Fausto Antonini (Roma, 1) (Docente di Storia della Filosofia all'Università di Roma)
- prof. Giuliano Antonini (Roma, 2)
- Renzo Antonucci (Pisa, 736)
- gen. Renzo Apollonio (Roma, Generale C.A., Trib. Mil. Sup.)
- col. Pietro Aquilino (Perugia, in sonno, 358)
- dott. Giuseppe Arcadi (Reggio Calabria, 3)
- dott. Aldo Arcuri (Benevento, 4)
- dott. Romolo Arena (Roma, 848) (partecipante al "Gruppo dei Tredici", ex presidente acciaierie di Terni - Italimpianti, ex direttore centrale e vicepresidente IRI)
- dott. Giacomo Argento (Roma, 384) (dirigente Rete Ferroviaria Italiana)
- dott. Sergio Argilla (La Spezia, 270)
- on. Gian Aldo Arnaud (Torino, morto, 726) (deputato della DC dal 1965 al 1983. Sottosegretario ai Lavori pubblici dal 1973 al 1976, e alla presidenza del Consiglio nel III Governo Andreotti (1976-1978))
- dott. Carlo Arnone (Firenze, 393)
- dott. Francesco Aronadio (Roma, 944)
- dott. Renato Aschieri (Milano, 917)
- dott. Giuseppe Attinelli (Palermo, 942)
- on. dott. Angelo Atzori (Oristano, capo gruppo 2, fasc 651) (consigliere regionale DC della Sardegna fino al 1984)
- avv. Alfredo Aubert (Torino, in sonno, 287)
- col. Mario Aubert (Milano, in sonno, 427)
- Alberto Aureggi (Roma, 727)
- dott. José Avila (Brasile, 599)
- rag. Vittorio Azzari (Roma, 171) (ex dirigente BNL)

## B
- rag. Gilberto Bacchetti (Firenze, 834)
- cap. Vasco Bacci (San Vito, 5)
- dott. Enzo Badioli (Roma, 581)
- dott. Francesco Baggio (Vicenza, 732)
- dott. Urio Bagnoli (Roma, in sonno, 6)
- gen col. Enrico Baiano (Reggio Emilia, in sonno, 175)
- Pietro Baldassini (Firenze, 394)
- cap. Giorgio Balestrieri (Livorno, 907)
- dott. Giorgio Ballarini (Firenze, 701)
- on. Pasquale Bandiera (Roma, morto, 114), (deputato del PRI dal 1972 al 1983. Sottosegretario alla Difesa dal 1980 al 1981)
- dott. Guido Barbaro (Torino, 851) (magistrato, presidente di sezione del tribunale di Torino)
- dott. Vito Barbera (Livorno, morto, 182)
- rag. Franco Barducci (Firenze, 702)
- gen. Tommaso Barile (Roma, in sonno, 420) (ufficiale medico)
- dott. Giovanni Barillà (Palermo, 288)
- dott. Hippolito Barreiro (Buenos Aires, 689)
- geom. Giovanni Bartolozzi (Firenze, 705)
- dott. Federico Barttfeld (Buenos Aires, 479)
- on. Antonio Baslini (Milano, morto, 483) (già deputato del PLI (1963-1987) e sottosegretario agli Esteri dal 1979 al 1981)
- dott. Giuseppe Battista (Roma, 518)
- dott. Alberto Battolla (La Spezia, 800)
- avv. Salvatore Bellassai (Palermo, 289)
- avv. Girolamo Bellavista (Palermo, morto, 7)
- dott. Danilo Bellei (Bologna, 484)
- ing. Enzo Bellei (Roma, in sonno, 178)
- dott. Ottorino Belli (Firenze, 229)
- dott. Mario Bellucci (Perugia, in sonno, 174)
- on. Costantino Belluscio (Roma, morto, 540) (deputato PSDI dal 1972 al 1987 e sottosegretario al Lavoro (1979-1980) e agli Esteri (1980-1981))
- prof. Nello Bemporad (Firenze, morto, 115)
- dott. Giorgio Beninato (Roma, 563)
- dott. Silvio Berlusconi (Milano, morto, 625) (all'epoca presidente Fininvest, dal 1994 quattro volte presidente del Consiglio) (fu anche Cavaliere del Lavoro)
- dott. Domenico Bernardini (Firenze, capo gruppo 6, fasc 699)
- dott. Francesco Bernasconi (Roma, 155)
- cap fr. Carlo Bertacchi (Roma, 629)
- dott. Giuseppe Bertasso (Torino, 870)
- dott. Luigi Bertoni (Roma, 179)
- dott. Mario Besusso (Roma, morto, 180)
- dott. Luis Alberto Betti (Buenos Aires, 481)
- dott. Lodovico Bevilacqua (Milano, 877)
- dott. Angelo Biagini (Firenze, 700)
- ing. Livio Biagini (Roma, 529)
- dott. Carlo Biamonti (L'Aquila, in sonno, 378)
- avv. Gian Paolo Bianchi (Firenze, 703)
- dott. Giorgio Bianchi (Torino, morto, 422)
- avv. Giulio Bianchi (Pistoia, 183)
- avv. Pierluigi Bianchini Mortani (Firenze, 742)
- prof. Francesco Biancofiore (Roma, 365)
- ing. Franco Bida
- dott. Giorgio Billi (Firenze, 548)
- dott. Maurizio Bina (Cagliari, 819)
- dott. Luigi Bina (Roma, 8)
- amm. Gino Birindelli (Roma, morto, 130) (ammiraglio di squadra, deputato del Msi dal 1972 al 1974, fuoriscito in polemica con Almirante ed in seguito esponente di Democrazia Nazionale)
- dott. Luigi Bisignani (Roma, 203)
- dott. Garibaldo Bisso (Livorno, 773)
- gen. Luigi Bittoni (Firenze, passato ad altra Loggia, 116) (generale dei Carabinieri))
- col. Bartolo Blasio (Roma, 824)
- cap. Alessandro Boeris Clemen (Roma, 738)
- prof. Giulio Bolacchi (Cagliari, 886)
- uff. Josè Bolshaw Salles (Brasile, 601)
- dott. Gianni Bonaga (Torino, 376)
- Vincenzo Bonamici (Pistoia, 880)
- dott. Ugo Bonasi (Roma, 857)
- rag. Roberto Bonotti (Carrara, 980)
- geom. Antonio Bonetti (Cesena, 366)
- Sandro Boni (Firenze, in sonno, 704)
- dott. Nicolò Borghese (Roma, 546)
- avv. Fabio Borzaga (Trento, passato ad altra Loggia, 424)
- dott. Enrique Victor Boully (Buenos Aires, 691)
- dott. Osvaldo Brana (Dakar, 101)
- gen. Ettore Brancato (Roma, 504), (ex comandante del III Corpo d'Armata)
- dott. Pasquale Brandi (Bari, 9)
- avv. Agneletto Branko (Trieste, passato ad altra Loggia, 291)
- dott. Carlos Braulio (Brasile, 600)
- Maurizio Bruni (Livorno, 774)
- dott. Vittorio Bruni (Firenze, 706)
- dott. Ottorino Bruno (Roma, 103)
- dott. Paolo Bruno (Cosenza, 181)
- gen. Walter Bruno (Roma, 10) (consigliere militare della presidenza della Repubblica)
- Ivan Bruschi (Arezzo, 395)
- dott. Ettore Brusco (Roma, 11)
- Renzo Bruzzone (Torino, 176)
- dott. Fosco Buccianti (Firenze, 638)
- avv. Brunetto Bucciarelli-Ducci (Arezzo, 573)
- gen. Paolo Budua (Roma, 292) (comandante del 183º Reggimento paracadutisti "Nembo")
- avv. Glauco Buffarini Guidi (Roma, 102)
- dott. Roberto Buffetti (Roma, 322)
- Aldo Bugnone (Torino, 785)
- dott. Antonio Buono (Forlì, morto, 104)
- rag. Giancarlo Buscarini (Roma, 850)

## C
- magg. Antonio Cacchione (Firenze, 197) (ufficiale dei CC in servizio al Sismi)
- cap. Carlo Cadorna (Roma, 780)
- Giorgio Cagnoni (Ravenna, 166)
- dott. Mario Cagnoni (Ravenna, 167)
- Paolo Cagnoni (Ravenna, 168)
- Paolo Caiani (Montecatini, 838)
- Piero Caiani (Montecatini, 676)
- dott. Salvatore Cajozzo (Svezia, 586)
- col. Antonio Calabrese (Bologna, 485)
- dott. Silvio Caldonazzo (Roma, 293)
- cap. Guido Calenda (Roma, 156)
- dott. Roberto Calvi (Milano, morto, 519) (presidente Banco Ambrosiano, trovato impiccato ad un ponte a Londra nel 1982. Il caso fu riaperto nel 2003 e archiviato come omicidio nel 2016[10])
- dott. Raffaele Cicchese (Parma, 743)
- dott. Antonio Calvino (Buenos Aires, 692)
- dott. Antonio Campagni (Pisa, 665)
- dott. Ennio Campironi (Milano, 888)
- dott. Umberto Campisi (Catania, 12)
- maestro. Paolo Candigliota (Roma, 379)
- dott. Antonio Cangiano (Cosenza, 367)
- col. Rocco Cannizzaro (Roma, 200)
- cap. Antonio Cantelli (Messina, 185)
- ing. Fernando Cantini (Firenze, 836)
- dott. Alberto Capanna (Roma, 553) (ex presidente della Finsider)
- prof. Ilvo Capecchi (Pistoia, sospeso, 205)
- dott. Achille Capelli (Firenze, 640)
- dott. Carlo Capolozza (Roma, 294)
- rag. Franco Caponi (Civitanova, 882)
- rag. Attilio Capra de Carré (Milano, 188)
- on. Giulio Caradonna (Roma, morto, 909) (ex deputato MSI ed espulso dallo stesso per appartenenza alla Massoneria, non ha aderito ad AN). Deceduto
- prof. Luigi Caratozzolo (Messina, 875)
- p i. Antonino Carbonaro (Cagliari, 13)
- dott. Eugenio Carbone (Roma, 493)
- magg. Alberto Carchio (Livorno, 199)
- dott. Italo Cardarelli (Roma, 385)
- dott. Giampaolo Cardellini (Roma, 157)
- col. Rocco Carducci (Roma, 186)
- prof. Cesare Carella (Viterbo, 396)
- on. Egidio Carenini (Milano, morto, 551) (deputato DC dal 1968 al 1983, Sottosegretario all'Industria dal 1974 al 1976)
- ten col. Guido Carenza (Roma, 108)
- on. Vincenzo Carollo (Palermo, morto, 295) (ex presidente della Regione Siciliana e senatore DC)
- dott. Piero (Pier) Carpi (Reggio Emilia, morto, 14)
- dott. Vittorio Carrieri (La Spezia, 878)
- dott. Giorgio Carta (Roma, morto, 794) (ingegnere, direttore generale dell'Efim)
- Silvio Casagni (Arezzo, 397)
- dott. Roberto Casarubea (Palermo, in sonno, 296)
- dott. Pietro Casellato (Treviso, 15)
- gen. Giuseppe Casero (Roma, 488) (generale dell'Aeronautica militare italiana, implicato nel Golpe Borghese)
- Remo Casini (Firenze, 428)
- prof. Alessandro Casotto (Perugia, 190)
- dott. Salvatore Cassata (Marsala, 903) (magistrato, giudice a Marsala)
- dott. Carlo Castagnoli (Torino, morto, 876)
- ing. Antonio Castelgrande (Roma, 956)
- avv. Francesco Catalano (Bari, 16)
- dott. Giuseppe Catalano (Roma, 17)
- ing. Laico Bruno Cattaneo (Buenos Aires, 790)
- dott. Filippo Causarano (Roma, 195)
- col. Secondo Cavalli (Firenze, in sonno, 429)
- prof. Luigi Cavallini (Pisa, 861)
- prof. Giorgio Cavallo (Torino, 696)
- dott. Enrico Ceccarelli (Roma, 189)
- Mario Ceccherini (Grosseto, 191)
- ten col. Luigi Cecchetti (Roma, 919)
- dott. Mario Cecchi (Firenze, 649)
- rag. Bruno Cecchi (Firenze, 721)
- dott. Bruno Cecchini (Firenze, 397)
- amm. Marcello Celio (Roma, 815) (comandante del COMSUBIN dal 1977 al 1978)
- dott. Massimiliano Cencelli (Roma, 897)
- prof. Isidoro Centrella (Roma, 905)
- col. Amedeo Centrone (Roma, 187)
- dott. Alberto Cereda (Roma, 645)
- on. Gianni Cerioni (Ancona, morto, 843) (deputato DC dal 1979 al 1983)
- dott. Giovanni Cerquetti (Roma, 18)
- cap. Umberto Cesari (Roma, 630)
- geom. Eugenio Cesarini (Roma, 741)
- cap. Salvatore Cesario (Udine, 670)
- dott. Gabriele Cetorelli (Roma, 723)
- on. Aldo Cetrullo (Pescara, passato al Grande Oriente, morto, 154) (deputato PSDI dal 1963 al 1976)
- dott. Francesco Cetta (Roma, in sonno, 192)
- rag. Alessandro Checchini (Firenze, 835)
- rag. Claudio Chiais (Roma, 265)
- dott. Antonio Chiarelli (Firenze, passato ad altra Loggia, 399)
- dott. Brunetto Chiarelli (Firenze, 797)
- dott. Giulio Chiarugi (Firenze, 400)
- gen. Giuseppe Cianciulli (Bari, 164)
- on. Fabrizio Cicchitto (Roma, 945) (al tempo della scoperta della lista era parlamentare del Partito Socialista Italiano, è stato capogruppo alla Camera del Popolo delle Libertà)
- amm. Giovanni Ciccolo (Lerici, 129) (già comandante delle Forze navali del Sud Europa)
- dott. Italo Cichero (Genova, morto, 204)
- dott. Bernardino Cifani (Roma, 193)
- dott. Luigi Cimino (Cagliari, 822)
- geom. Mario Cingolani (Ancona, 668)
- Manlio Ciocca (L'Aquila, 380)
- dott. Mario Ciolini (Firenze, morto, 221)
- Mario Ciolli (Firenze, morto, 430)
- dott. Vasco Cioni (Firenze, 431)
- dott. Elio Cioppa (Roma, 658) (vice questore in servizio al SISDE)
- col. Enzo Cirillo (Firenze, 352)
- rag. Carlo Ciuffi (Firenze, 419)
- dott. Roberto Ciuni (Roma, 814) (ex direttore dei quotidiani Mattino, Giornale di Sicilia, La Nazione)
- Renato Civinini (Firenze, 743)
- col. Enzo Climinti (Roma, in sonno, 201)
- col. Ennio Cocci (Pisa, 576)
- dott. Joaquin Coelho (Brasile, 605)
- dott. Antonio Colasanti (Roma, 360)
- isp. Marco Coliandro (Roma, 666)
- dott. Enrico Colavito (Venezia, 345)
- rag. Giuseppe Colosimo (Livorno, 681)
- dott. Giuseppe Compagno (Palermo, 298)
- magg. Marino Conca (Roma, 351)
- magg. Giuseppe Consalvo (L'Aquila, 381)
- dott. Alfonso Coppola (Roma, 19)
- dott. Loris Corbi (Roma, 562)
- dott. Fausto Cordiano (Brescia, 910)
- col. Antonio Cornacchia (Roma, 871) (ufficiale dei CC in servizio al Sismi)
- Heitor Correa De Mello (Brasile, 593)
- dott. Stefano Corruccini (Pisa, 664)
- dott. Vincenzo Corsaro (Roma, 416)
- p i. Carmelo Cortese (Catanzaro, 20)
- cap. vasc Carlos Alberto Corti (Buenos Aires, 641)
- dott. Francesco Cosentino (Roma, morto, 497) (Segretario generale della Camera dei deputati dal 1962 al 1977)
- prof. Alfiero Costantini (Fiesole, 512)
- ten col. Alessandro Costanzo (Roma, 152)
- Maurizio Costanzo (Roma, morto, 626) (giornalista e conduttore tv)
- dott. Francesco Cravero (Milano, 731)
- Giovanni Cravero (Fossano, 140)
- dott. Giampaolo Cresci (Roma, morto, 525) (ex vicedirettore generale Rai e direttore de Il Tempo. Morto nel 2003)
- dott. Giovanni Cresti (Siena, 521) (ex direttore generale del Monte dei Paschi di Siena)
- dott. Fabio Crivelli (Cagliari, 299)
- dott. Giuseppe Renato Croce (Roma, 787) (ex segretario del CSM; attuale gip Procura di Roma)
- dott. Francesco Crupi (Roma, 300)
- dott. Giorgio Csepanyi (Palermo, 301)
- ing. Giampiero Cungi (Brasile, 184)
- dott. Lino Curiale (Ancona, 583)
- dott. Antonino Cusimano (Palermo, 302)

## D
- cap. vasc. Sergio D'Agostino (Roma, 131)
- dott. Antonio D'Ali Staiti (Trapani, 303) (azionista di Banca Sicula)
- gen. Romolo dalla Chiesa (Roma, morto, 500) (generale dei Carabinieri, fratello di Carlo Alberto)
- cap. Giuseppe D'Allura (Palermo, 892)
- dott. Federico Umberto D'Amato (Roma, morto, 554) (Direttore Ufficio Affari Riservati del Ministero dell'Interno; morto nel 1996)
- dott. Antonio D'Ancona (Palermo, 941)
- on. Emo Danesi (Livorno, 752) (deputato della DC dal 1976 al 1981)
- dott. Mario D'Angelo (Viterbo, 763)
- col. Salvatore Dargenio (Roma, 209)
- ing. Giovanni D'Arminio Monforte (Milano, 936)
- dott. Lorenzo Davoli (Roma, 659)
- avv. Sergio De Almeida Marques (Brasile, 616)
- dott. Stefano de Andreis (Roma, 939), (giornalista fondatore dell'Agenzia di stampa Il Velino)
- dott. Gabriele De Angelis (Roma, 277)
- dott. Gustavo De Bac (Roma, 657)
- dott. Hans De Belder (Vienna, 208)
- magg. Umberto De Bellis (Venezia, 304)
- dott. Svandiro De Blasis (Roma, 663)
- rag. Antonio De Capoa (Roma, 21)
- on. Massimo De Carolis (Milano, 624)  (all'epoca deputato DC, fu poi presidente del consiglio comunale di Milano per Forza Italia)
- dott. Matteo De Cillis (Roma, 22)
- sen dott. Danilo De' Cocci (Roma, morto, 404) (parlamentare DC dal 1948 al 1976, è stato sottosegretario all'industria, ai lavori pubblici e al lavoro)
- dott. Pietro De Feo (Firenze, 432)
- prof. Domenico De Giorgio (Reggio Calabria, 216)
- dott. Luigi Degnoni (Roma, 0)
- Domenico De Giudici (Arezzo, 652)
- geom. Giancarlo Degl'Innocenti (Firenze, 708)
- dott. Renzo De Grandis (Bologna, morto, 433)
- ten col. Sergio Deidda (Roma, 215)
- on. Filippo De Jorio (Roma, 511) (ex DC, in anni più recenti ha aderito all'Italia dei Valori, partito che ha lasciato in polemica con Antonio Di Pietro)
- dott. Guglielmo De La Plaza (Uruguay, 589)
- dott. Cesar De La Vega (Argentina, 590)
- Alessandro Del Bene (Firenze, 745)
- geom. Vittorio Del Bianco (Firenze, 709)
- col. Mario Del Bianco (Roma, 133)
- rag. Giampiero Del Gamba (Livorno, 863)
- ten col. Manlio Del Gaudio (Roma, 117) (poi generale dei Carabinieri)
- Pierluigi Del Guerra (Firenze, 710)
- dott. Giuseppe Dell'Acqua (Roma, 305)
- dott. Massimo Dell'Aquila (Bari, 306)
- ten col. Bruno Della Fazia (Livorno, capo gruppo 7, fasc 23)
- dott. Giuseppe Dell'Ongaro (Roma, 739)
- dott. Pietro De Longis (Genova, 768)
- dott. Jorio Del Moro (Firenze, 707)
- dott. Giuseppe Del Pasqua (Arezzo, passato al Grande Oriente, 353)
- dott. Pietro Del Piano (La Spezia, 212)
- dott. Michele Del Re (Roma, 661)
- prof. Edoardo Del Vecchio (Roma, 143)
- magg. Vittorio De Marco (Roma, 890)
- avv. Fulviano De Mari (Roma, 24)
- Romolo De Martino (Firenze, 744)
- dott. Paolo De Michelis (Roma, morto, 213)
- dott. Vincenzo De Nardo (Roma, 307)
- ing. Salvatore Dente (Roma, 214)
- Sergio Denti (Firenze, 643)
- dott. Bonifacio De Oliveira (Brasile, 606)
- dott. Carlo De Risio (Roma, 733)
- col. Antonio De Salvo (Firenze, 194)
- gen. Luigi De Santis (Roma, capo gruppo 8, fasc 359) (generale dei paracadutisti; membro del Consiglio generale e presidente della Corte d'onore della Legione garibaldina)
- dott. William De Sena (Brasile, 603)
- dott. Ercole De Siati (Teramo, 308)
- avv. Jorge De Souza (Brasile, 612)
- Denis De Stafanis Baiardo (Tirrenia, 218)
- dott. Levy De Suoza (Brasile, 597)
- dott. Osvaldo De Tullio (Roma, 309)
- Vincenzo De Vito (Roma, 310)
- dott. Franco Di Bella (Milano, morto, 655) (ex direttore del Corriere della Sera)
- avv. Alberto Di Caro (Bra, 98)
- ten. col. Sergio Di Donato (Roma, 158) (dirigente del Sismi)
- dott. Leonardo Di Donna (Roma, 827) (vicepresidente dell'Eni)
- ten. vasc. Bruno Di Fabio (Roma, 210)
- dott. Rodolfo Di Filippo (Roma, 311)
- prof. Giuseppe Di Giovanni (Palermo, 935)
- rag. Sergio Di Lallo (Firenze, 211)
- gen. Sebastiano Di Mauro (Milano, 207) (generale della Polizia di Stato)
- dott. Mario Diana (Roma, 555)
- dott. Luigi Dina (Milano, passato al Grande Oriente, 118)
- dott. Vincenzo D'Isanto (Firenze, 777)
- prof. Giuseppe Donato (Roma, 902)
- Massimo Donelli (Napoli, 921) (ex direttore di Epoca, ex direttore di Canale 5)
- avv. Pedro Dos Santos (Brasile, 611)
- dott. Duilio Dottorelli (Roma, 434)
- cap. Gian Carlo D'Ovidio (Roma, 569)
- avv. Giovanni Druetti Di Ussel (Roma, 940)
- dott. Mario Duce (Cagliari, 799)
- mar. Maurizio Durigon (Arezzo, 418)

## E
- on. Mario Einaudi (Roma, 552), (ex presidente dell'EGAM)
- dott. Antonio Esposito (Roma, 251) (commissario di PS)

## F
- uff. Antonio Fusco (Torino, 261)
- rag. Claudio Fabbri (Milano, 132)
- dott. Giovanni Fabbri (Roma, 816)
- dott. Carlo Fabricci (Trieste, 26)
- dott. Luigi Fadalti (Treviso, 938)
- col. Nicola Falde (Roma, in sonno, morto, 119)  (agente del SID)
- dott. Carlo Falla Garetta (Cremona in sonno, rest tessera, 96)
- dott. Giovanni Fanelli (Roma, capo gruppo 5, fasc 219)(dirigente Ufficio Affari Riservati)
- cap. Giovanni Fantini (Livorno, 406)
- dott. Francesco Farina (Arezzo, 510)
- Nicola Filippi (Pisa, 307) (Ufficio Affari Riservati)
- Mario Elpidio Fattori (Milano, 755)
- dott. Tito Favi (La Spezia, 435)
- gen. Enrico Favuzzi (Roma, 633)  (generale medico Esercito)
- dott. Mario Alberto Fazio (Roma, 27)
- ten col. Luciano Federici (Arezzo, 568)
- prof. Franco Ferracuti (Roma, morto, 849) (membro del comitato di esperti nel Caso Moro)
- dott. Ruggero Ferrara (Roma, passato ad altra Loggia, 28)
- Alberto Ferrarese (Firenze, 746)
- dott. Alberto Ferrari (Roma, 520) (ex direttore generale BNL)
- dott. Aldo Ferrari (Roma, 891)
- avv. Giuseppe Ferrari (Roma, 538)
- dott. Mario Ferrari (Firenze, 401)
- rag. Ivo Ferretti (Livorno, 29)
- dott. Antonio Ferri (Roma, 729)
- ten col. Domenico Fiamengo (Cosenza, 837)
- dott. Cirino Fichera (Catania, 312)
- dott. Wilson Filomeno (Brasile, 613)
- dott. Gerardo Finauri (Argentina, 595)
- dott. Beniamino Finocchiaro (Molfetta, morto, 522) (Ex-deputato del Partito Socialista Italiano)
- dott. Ennio Finocchiaro (L'Aquila, 436)
- dott. Walter Fernandes Fins (608)
- dott. Ovidio Fioretti (Cagliari, 873)
- dott. Publio Fiori (Roma, 646) (deputato DC, Ministro dei Trasporti nel Governo Berlusconi I. Cofondatore di Alleanza Nazionale. Nel 2001, il Tribunale di Roma, con sentenza n. 20537/01, ha escluso la sua appartenenza alla loggia massonica P2)
- dott. Ruggero Firrao (Roma, 498)
- dott. Alessandro Flora (Bari, 30)
- dott. Fabrizio Flumini (Roma, 784)
- gen. Carlo Foce (La Spezia, 120)
- dott. Marco Folonari (Brescia, 927)
- amm. Vittorio Forgione (Roma, 31)  (direttore Centro di ricerca nucleare della Marina Militare)
- on dott. Franco Foschi (Roma, morto, 680)  (Ministro del Lavoro)
- prof. Arnaldo Foschini (Roma, morto, 32)
- sen. Franco Fossa (Roma, morto, 354) (senatore PSI, Sottosegretario di Stato ai Lavori pubblici)
- Michele Fossa (Genova, 954)
- dott. Artemio Franchi (Firenze, morto, 402)  (Presidente della UEFA)
- Giorgio Franchini (Firenze, 776)
- cap. Luciano Francini (Pisa, 574)
- dott. Gianfranco Franco (Roma, 579)
- dott. Luigi Franconi (Roma, 437)
- dott. Francesco Franzoni (Torino, 438)
- on. Aventino Frau (Roma, morto, 533)  (deputato Dc, poi Forza Italia)
- dott. Luis Fugasot (Uruguay, 596)
- dott. Sebastiano Fulci (Messina, passato ad altra Loggia, 313)
- dott. Silvestro Furgas (Cagliari, 798)
- cap. Silvio Fusari (Livorno, 788)
- dott. Ugo Fuxa (Palermo, 314)

## G
- dott. Gian Piero Gabotto (Roma, 928)
- gen. Eduardo Gallardo Rincon (Messico, 610)
- dott. Salvatore Galante (Palermo, 315)
- dott. Giuseppe Gallo (Genova, 33)
- col. Salvatore Gallo (Roma, 933)
- gen. Vitaliano Gambarotta (Livorno, 225) (generale dell'Esercito italiano)
- dott. Adolfo Gamberini (Ravenna, 224)
- dott. Edoardo Gasser (Trieste, passato ad altra Loggia, 316)
- comm. Licio Gelli (Pistoia, morto, 440)
- dott. Mario Genghini (Roma, 523) (costruttore edile)
- dott. Carmelo Genoese Zerbi (Stati Uniti, 159)
- ten col. Francesco Genovese (Pisa, 860)
- col. Pasqualino Gentile (Roma, 357)
- amm. Antonino Geraci (Roma, 809) (capo del SIOS Marina)
- dott. Roberto Gervaso (Roma, morto, 622) (scrittore)
- dott. Antonio José Ghirelli Garcia (Argentina, 620) (ambasciatore argentino)
- geom. Giancarlo Ghironi (La Spezia, 879)
- dott. Giuseppe Giacchi (Roma, 217)
- dott. Ado Giacci (Ravenna, 35)
- prof. Giacomo Giacomelli (Massa, 441)
- Romano Giagnoni (Firenze, 748)
- dott. Domenico Gialli (Roma, 222)
- ing. Mario Giannetti (Firenze, 712)
- ing. Osvaldo Giannetti (Massa, 36)
- gen. Orazio Giannini (Roma, 832) (all'epoca comandante generale della Guardia di Finanza)
- dott. Orazio Giannone (Firenze, 650)
- gr uff. Piero Giannotti (Viareggio, 403)
- prof. Gennaro Giannuzzi (Livorno, 735)
- dott. Renato Giaquinto (Firenze, 711)
- col. Renato Giarizzo (Roma, 223)
- on. Ilio Giasolli (Roma, 556) (segretario dell'ex ministro Carlo Donat-Cattin)
- rag. Renzo Giberti (Genova, 895)
- prof. Luigi Gioffrè (Roma, 883)
- dott. Tommaso Giorgeschi (Firenze, 747)
- avv. Raffaello Giorgetti (Arezzo, 541)
- dott. Angelo Giovanelli (Roma, morto, 317)
- dott. Giovanni Giraudi (442)
- dott. Vincenzo Gissi (Bergamo, 227)
- gen. Raffaele Giudice (Roma, morto, 535) (già comandante generale della Guardia di Finanza)
- cap. Giovanni Giuffrida (Reggio Emilia, 561)
- dott. Ezio Giunchiglia (Tirrenia, capo gruppo 11, fasc 639)
- ten. col. Umberto Giunta (Reggio Calabria, 904)
- dott. Michele Giovanni Giuratrabocchetta (Potenza, 951)
- Vittorio Gnocchini (Arezzo, 698)
- dott. Gherardo Gnoli (Roma, morto, 318)
- ten col. Vittorio Godano (Bologna, 226)
- dott. Giordano Goggioli (Firenze, 444)
- dott. Cesare Golfari (Galbiate, 817)
- prof. Egone Golimari (Trieste, passato ad altra Loggia, 443)
- col. Umberto Granati (Siena, 248)
- dott. Osvaldo Grandi (Massa, 37)
- dott. Pietro Paolo Grassi (Potenza, 319)
- gen. Giulio Grassini (Roma, morto, 515) (direttore SISDE dal 1977 al 1981)
- dott. Gianfranco Graziadei (Roma, 679)
- gen. Giulio Cesare Graziani (Roma, morto, 503) (aviatore e Medaglia d'oro al valor militare, fondatore di Democrazia Nazionale)
- dott. Giuseppe Graziano (Palermo, 320)
- Mario Grazzini (Firenze, 445)
- Mario Luigi Gregoratti (Firenze, 858)
- dott. Francesco Gregorio (Roma, 803) (segretario generale Presidenza della Repubblica)
- dott. Angelo Grieco (Novara, 446)
- dott. Matteo Grillo (Livorno, 439)
- cap. Ernesto Grossi (Firenze, 636)
- ten. col. Santo Gucciardo (Siena, 867) (comandante gruppo Carabinieri di Siena)
- dott. Ferdinando Guccione Monroy (Pavia, 136), (prefetto a Pavia)
- dott. Giovanni Guidi (Roma, morto, 830) (ex direttore generale Banco di Roma)
- dott. Paolo Gungui (Cagliari, 859)
- gen. Giuseppe Guzzardi (Roma, capo gruppo 1, fasc 694) (generale dell'Esercito)

## H
- dott. Ever Haggiag (Roma, 137)
- dott. Julio Haratz (Brasile, 604)

## I
- col. Rubens Iannuzzi (Roma, 138) (comandante Guardia costiera di Catania)
- dott. Giuseppe Impallomeni (Palermo, 920) (capo squadra mobile Questura di Palermo)
- Francesco Imperato (Genova, 865)
- dott. Waldemar Incrocci (Torino, morto, 97)
- dott. Oreste Innocenti (Milano, in sonno, 355)
- dott. Antonio Ioli (Torino, 852)
- dott. Francesco Ioli (Torino, capo gruppo 16, fasc 572)
- dott. Carmelo Isaia (Cagliari, 38) (magistrato militare)
- dott. Luigi Ivaldi (Roma, 230)
- dott. Josè Isaac Katz (Buenos Aires, 688)

## K
- dott. Guido Kessler (Verona, in sonno, 39)  (dirigente della “Montedison S.p.A.”)
- gen. Giuseppe Kunderfranco (Palermo, 372), (comandante della Capitaneria di Porto di Palermo)
- dott. Adolfo Kunz (Firenze, 766)

## L
- Luca Grossi on dott. Silvano Labriola (Roma, morto, 782) (deputato del PSI)
- cap. Antonio Labruna (Roma, morto, 502) (ufficiale del SID, morto nel 2000)
- dott. Luciano Laffranco (Perugia, in sonno, 232) (all'epoca consigliere regionale umbro del MSI)
- dott. Ippolito La Medica (Roma, 121)
- ten. col. Michele La Medica (Firenze, 447)
- comm. Remo Landini (Verona, 109)
- dott. Claudio Lanti (Roma, 914)
- dott. Giovanni La Rocca (Perugia, 672) (questore)
- dott. Raul Alberto Lastiri (Argentina, 621)
- Gennaro (Gino) Latilla (Firenze, morto, 41) (cantante, morto nel 2011)
- dott. Armando Lauri (Firenze, 588)
- dott. Silvio Lauriti (Roma, 952)
- col. Fulberto Lauro (Roma, 542)
- dott. Pablo Lavagetto (Buenos Aires, 480)
- cav. lav. Mario Lebole (Arezzo, 139) (imprenditore, cavaliere del lavoro)
- dott. Antonio Leccisotti (Roma, 662)
- dott. Giovanni Ledda (Nuoro, 42)
- col. Federico Lenci (Buenos Aires, 558)
- avv. Vito Vittorio Lenoci (Bari, morto, 231)
- Luigi Lenzi (Pistoia, sospeso, 236)
- avv. Leonardo Leonardi (Roma, in sonno, 373)
- dott. Emilio Leonelli (Roma, 448)
- dott. Vincenzo Leporati (Torino, morto, 324)
- dott. Enzo Lerario (Firenze, 405)
- dott. Walter Levitus (Trieste, in sonno, 325)
- cap. Matteo Lex (Firenze, 724)
- dott. Antonino Li Causi (Roma, 526)
- cap. Serafino Liberati (Roma, 389)
- dott. Vittorio Liberatore (Ancona, 804) (magistrato, presidente di sezione del tribunale di Ancona)
- on. Gaetano Liccardo (Napoli, 557) (presidente della finanziaria pubblica Italtrade)
- dott. Bruno Lipari (Roma, 693)
- dott. Vincenzo Lipari (Roma, 326)
- gen. Vittorio Lipari (Bologna, capo gruppo 13, fasc. 449) (generale della Polizia di Stato)
- prof. Gianfranco Lizza (Roma, 233)
- ing. Glauco Lolli Ghetti (Genova, morto, 539) (armatore, cavaliere del lavoro)
- magg. Giovanni Longo (Roma, 234)
- prof. Pasquale Longo (Alberobello, 165)
- on. Pietro Longo (Roma, 926) (Ministro del bilancio e della programmazione economica 1983-85 nel Governo Craxi I, segretario del PSDI dal 1978 al 1985)
- dott. Gaetano (Nino) Longobardi (Roma, morto, 368)
- dott. Luigi Loni Coppedè (Firenze, morto, 278)
- avv. Gaetano Lo Passo (Messina, 43) (ex vicepresidente Sicilcassa)
- dott. Antonio Lopes (Brasile, 598)
- dott. José López Rega (Argentina, morto, 591), (capo dell'Alianza Anticomunista Argentina)
- gen. Donato Lo Prete (Roma, 482) (capo di stato maggiore della Guardia di Finanza)
- col. Giancarlo Lorenzetti (Roma, 44)
- Giancarlo Lorenzini (Roma, 855)
- prof. Massimo Losappio (Siena, 697)
- dott. Domenico Lo Schiavo (Australia, 247)
- cap. Mario Lotta (Udine, in sonno, 377)
- col. Giuseppe Lo Vecchio (Roma, 514) (colonnello dell'Aeronautica militare, implicato nel Golpe Borghese)
- avv. Rocco Lo Verde (Palermo, 328)
- dott. Alvaro Luciani (Roma, 329)
- ing. Luciano Luciani (Trieste, 451)

## M
- dott. Otello Macchioni Di Sela (Roma, 45)
- dott. Giuseppe Macina (Arezzo, 868)
- dott. Luigi Madia (Milano, in sonno, 46)
- sten. vasc. Fulvio Mafera (Pisa, 725)
- gen. Gian Adelio Maletti (Roma, morto, 499) (ex capo del reparto D (controspionaggio) del SID, condannato per depistaggi per la Strage di piazza Fontana, ora cittadino sudafricano)
- dott. Francesco Malfatti di Montetretto (Roma, morto, 812) (segretario generale ministero degli Esteri)
- prof. Giancarlo Maltoni (Firenze, 415)
- on dott. Enrico Manca (Roma, morto, 864) (redattore del Giornale Radio Rai dal 1961 al 1972, Ministro del commercio con l'estero nel Governo Cossiga II e nel Governo Forlani, presidente RAI dal 1986 al 1992, morto nel 2011)
- col. Pierluigi Mancuso (Piacenza, 206)
- dott. André Mandi (Roma, 363) (ambasciatore)
- ten col. Roberto Manniello (Firenze, in sonno,249)
- dott. Giuseppe Mannino (Palermo, 452)
- dott. Dario Manzini (Firenze, 407)
- cap. freg. Vito Marano (Livorno, 369)
- geom. Guglielmo Marcaccio (Roma, 160)
- col. Carlo Marchi (Reggio Emilia, 241)
- arch. Antonio Marchitelli (Roma, 862)
- Maresco Marini (Firenze, 408)
- dott. Pasquale Marino (Roma, 566)
- on. Luigi Mariotti (Firenze, in sonno, morto, 489) (Ministro della sanità per 4 volte, Ministro dei trasporti e dell'aviazione civile 1968-69)
- dott. Renato Marnetto (Roma, 677)
- dott. Giovanni Marras (Cagliari,737) (giornalista, all'epoca della scoperta della lista vicesegretario regionale Cisl della Sardegna)[11]
- dott. Osvaldo Marras (Firenze, 453)
- cap. freg. Mariano Marrone (Ancona, 840)
- Franco Marsili (Firenze, in sonno, 753)
- Mario Marsili (Arezzo, in sonno, 506) (magistrato, giudice ad Arezzo, genero di Gelli)
- dott. Carlo Martino (Torino, 252) (ex Procuratore Generale presso la Corte d'Appello di Torino)
- on. Anselmo Martoni (Molinella, in sonno, morto, 123) (deputato PSDI dal 1953 al 1976 e senatore dal 1979 al 1983. Più volte sottosegretario)
- cap. Antonio Marturano (948)
- dott. Massimo Mascolo (Roma, 781)
- dott. Marco Masini (Roma, 237)
- on. Renato Massari (Milano, morto, 889) (deputato PSDI e sottosegretario, fu europarlamentare PSI, morto nel 2012)
- amm. Aldo Massarini (Roma, 695) (Medaglia d'Argento al Valor Militare, primo comandante del Gruppo Incursori)
- dott. Sergio Massenti (Pisa, 253)
- amm. Emilio Eduardo Massera (Buenos Aires, morto, 478) (membro della giunta militare che rovesciò il governo di Isabela Peron con il golpe del 1976)
- dott. Carlo Massimo (Firenze, 409)
- prof. Paolo Matassa Marchisotto (Palermo, 943)
- dott. Carlo Mauro (Roma, 565)
- dott. Giacomo Mayer (Roma, 47)
- dott. Giorgio Mazzanti (Roma, morto, 826) (presidente ENI 1979-80, coinvolto nel caso ENI-Petronim)
- col. Rocco Mazzei (Milano, morto, 386)
- sen. Luigi Mazzei (Roma, morto, 48) (senatore PRI, poi PSI)
- col. Giuseppe Mazzotta (Livorno, 818)
- dott. Giuseppe Mazzotti (Roma, 454)
- dott. Roberto Memmo (Roma, 564)
- ten. col. Gaetano Mendolia (Roma, 550) (ufficiale della Guardia di Finanza)
- dott. Gianni Mercatali (Firenze, 778)
- gen. Francesco Mereu (Roma, morto, 490) (capo di Stato maggiore dell'Esercito italiano)
- dott. Giorgio Merli (Roma, in sonno, 49)
- cap. Pietro Mertoli (Livorno, 734)
- prof. Renzo Merusi (Roma, 240)
- dott. Marco Messeni Petruzzelli (Roma, in sonno, 50)
- dott. Antonio Messina (Cosenza, 250)
- prof. Michele Messina (Firenze, 414) professore (curatore del Dizionario della Divina Commedia dell'Editore Leo S. Olschki e collaboratore dell'Enciclopedia Dantesca) e preside di scuola superiore in Firenze.
- rag. Elio Messuri (La Spezia, 51)
- dott. Roberto Romero Meza (Genova, 686)
- dott. Leo Micacchi (Roma, 330)
- gen. Vito Miceli (Roma, morto, 491) (ex capo del Servizio Informazioni Difesa)
- gen. Giuliano Micheli (Padova, 653)
- prof. Franco Michelini Tocci (Roma, in sonno, 331)
- rag. Enrico Michelotti (Messina, 52)
- col. Giuseppe Midili (Roma, 244)
- arch. Aladino Minciaroni (Roma, 931)
- col. Giovanni Minerva (Roma, 517)
- avv. Sergio Minervini (Livorno, 513)
- gen. Osvaldo Minghelli (Roma, 142) (generale della Polizia di Stato)
- avv. Pietro Minnini (Bari, passato al Grande Oriente, 456)
- gen. Igino Missori (Roma, 559) (Vice Comandante generale dei Carabinieri, poi direttore nazionale del Corpo Italiano di Soccorso dell'Ordine di Malta)
- geom. Roberto Misuri (Pisa, 962)
- gen. Nasser Moghaddam (Teheran, morto, 963) (ultimo capo della SAVAK, la polizia segreta dello Scià di Persia)
- dott. Arrigo Molinari (Genova, 767)
- on. prof. Ottorino Monaco (Roma, morto, 53) (deputato del PLI dal 1968 al 1972)
- cap. Giuseppe Mongo (Firenze, 684)
- on. Amleto Monsellato (Lecce, morto, 54) (deputato e senatore del PSI)
- col. Giuseppe Montanaro (Brescia, 906)
- ten. col. Anselmo Montefreddo (Pavia, 246)
- Riziero Monti (Ravenna, 55)
- dott. Flavio Montisci (Cagliari, 823)
- gen. brigata aerea Otello Montorsi (Roma, 144)
- ten. col. Franco Morelli (Reggio Calabria, 918)
- dott. Mario Moretti (Roma, 932)
- cap. Carlo Mori (Roma, 841)
- dott. Gaetano Morreale (Firenze, 56)
- dott. Flaviano Morri (Forlì, 674)
- dott. Panfilo Morroni (Venezia, 239)
- dott. Paolo Mosca (Roma, 813) (ex direttore Domenica del Corriere)
- dott. Francesco Mosciaro (Palermo, passato ad altra Loggia, 245)
- comm. Bruno Mosconi (Firenze, capo gruppo 9, fasc 392)
- dott. Giovanni Motzo (Cagliari, capo gruppo 3, fasc 57)
- cap. freg. Angelo Murru (Savona, 58)
- magg. Franco Murtas (Nuoro, 930)
- dott. Arrigo Musiani (Siena, 59)
- gen. Fausto Musto (Bolzano, 457) (generale della Guardia di Finanza)
- col. Pietro Musumeci (Roma, 487) (ex generale del SISMI, condannato per calunnia aggravata nell'inchiesta della Strage di Bologna)

## N
- dott. Franco Nacci (Roma, 759)
- dott. Paolo Nannarone (Cortona, 536) (magistrato, giudice a Perugia)
- on. Vito Napoli (Roma, morto, 887) (europarlamentare DC, morto nel 2004)
- dott. Luigi Nebiolo (Roma, 810) (all'epoca direttore del TG1, oggi collaboratore de Il Foglio)
- arch. Mario Negri (Firenze, 713)
- Rosario Nicoletti (Roma, morto, 950) (Segretario regionale DC in Sicilia dal marzo 1974 al novembre 1982)
- ten. col. Renato Nicoli (Firenze, 455)
- dott. Edilio Nicolini (Genova, 916)
- col. Domenico Niro (Torino, capo gruppo 10, fasc 458)  (ufficiale del Sifar)
- dott. Giovanni Nisticò (Roma, 675)
- mar. magg. Enrico Nocilli (Livorno, 923)
- Alighiero Noschese (Roma, morto, 343) (attore)
- Alberto Nosiglia (Livorno, 869)
- col. Franco Novo (Arezzo, 459)
- prof. Angelo Nunziante (Messina, 460)
- Antonio Nunziati (Firenze, 885)

## O
- ten col. Salvatore Oddo (Roma, 937)
- prof. Gianluigi Oggioni (Firenze, 637) (chirurgo ortopedico)
- dott. Luigi Oliva (Rapallo, 770)
- Carlo Onnis (Oristano, 898)
- dott. Giovanni Organo (Padova, in sonno, 332) (giornalista, poeta e scrittore. Responsabile degli Affari generali dell’Università di Padova, segretario personale di Enrico Giuseppe Opocher dal 1968 al 1972)
- dott. Giampiero Orsello (Roma, morto, 60) (ex vicepresidente della RAI)
- avv. Umberto Ortolani (Roma, morto, 494) (Presidente dell'INCIS, poi imprenditore, ambasciatore del Sovrano Militare Ordine di Malta in Uruguay. Condannato per reati finanziari)

## P
- dott. Antonio Pacella (Livorno, 671)
- dott. Gian Carlo Pagano (Torino, morto, 202)
- dott. Antonio Paladini (Roma, in sonno, 61)
- dott. Giovanni Palaia (Roma, 792) (magistrato, ex segretario del CSM)
- dott. Claudio Palazzo (Cagliari 821)
- avv. Giampaolo Pallotta (Firenze, 258)
- dott. Bruno Palmiotti (Roma, 220) (segretario particolare del ministro Mario Tanassi)
- gen. Giovambattista Palumbo (Firenze 135) (generale dei Carabinieri)
- ing. Pasquale Palumbo (Roma, in sonno, 62)
- comm. Costantino Panarese (Torino, 461)
- dott. Roberto Pandolfini (Firenze, 900)
- ten. col. Giancarlo Panella (Milano, 371)
- dott. Andrea Panno (Genova, 802)
- dott. Sergio Panzacchi (Roma, 290)
- col. Marco Paola (Bologna, passato ad altra Loggia, 462)
- avv. Mario Paola (Firenze, 257)
- dott. Enrico Paoletti (Firenze, 254)
- prof. Ivan Papadia (Bari, 922)
- rag. Nicolino Pappalepore (Paganica, in sonno, 382)
- Angelo Paracucchi (La Spezia, morto nel 2004, 769) (cuoco)
- dott. Maurizio Parasassi (Roma, 582)
- cap. dott. Giuseppe Paratore (Arezzo, 845)
- dott. Angelo Parisi (Pesaro, 806)
- Pieruggero Partini (Roma, 255)
- dott. Tito Pasqualigo (Torino, 874)
- dott. Andrea Pasqualin (Firenze, 683)
- dott. Bruno Passarelli (Roma, sospeso, 141)
- dott. Vito Passero (Torino, morto, 63)
- dott. Ferdinando Pastina (La Spezia, 801)
- ten. col. Franco Pastore (Nuoro, 370) (ufficiale dei Carabinieri)
- cap. Giovanni Pastore (Tirrenia, 894)
- dott. Salvatore Pastore (Roma, 960) (magistrato, già all'ufficio studi del CSM)
- Marcello Pastorelli (Livorno, 833)
- dott. Giovanni Pattumelli (Roma, 64)
- Alvaro Pazzagli (Firenze, passato al Grande Oriente, 259)
- dott. Franco Peco (Milano, 110)
- avv. Carmine (Mino) Pecorelli (Roma, assassinato nel 1979, 235) (giornalista)
- on. Mario Pedini (Brescia, morto nel 2003, 570) (Ministro per i beni culturali e ambientali dal 1976 al 1978, Ministro della pubblica istruzione dal 1978 al 1979)
- dott. Vitaliano Peduzzi (Milano, 111)
- dott. Davide Pellegrini (Roma, 387)
- dott. Olivo Pelli (Roma, 107)
- prof. Renato Pellizzer (Siena, 682)
- dott. Walter Pelosi (Roma, 754) (prefetto, direttore del CESIS)
- dott. Francesco Pennacchietti (Roma, 65)
- dott. Corrado Pensa (Roma, in sonno, 333)
- dott. Maurizio Pepe (Torino, 263)
- Claudio Perez Barruna (Costa Rica, 594)
- dott. Aldo Peritore (Roma, passato al Grande Oriente, 261)
- dott. Alberto Perna (Torino, 796)
- dott. Cesare Peruzzi (Firenze, 716)
- dott. Carlo Pesaresi (Forlì, 172)
- rag. Lamberto Petri (Ancona, 567)
- cap. Gianfranco Petricca (Livorno, 627)
- Antonio Petrucci (Firenze, 715)
- dott. Guido Domenico Michele Pette (S.Elena Sannita, 166)
- on. Sergio Pezzati (Firenze, morto, 528) (deputato DC)
- Claudio Pica (in arte: Claudio Villa) (Roma, in sonno, morto, 262) (attore e cantante)
- on. dott. Rolando Picchioni (Torino, morto, 808) (ai tempi dello scoperta della lista deputato della DC, poi passato nel CDU, nel Partito Popolare Italiano, nell'Udeur, nella Margherita e dal 2007 entrato a far parte del Partito Democratico)
- gen. Franco Picchiotti (Roma, capo gruppo 4, fasc 495) (vice comandante generale dell'Arma dei Carabinieri).
- ten. col. Antonio Piccirillo (Como, 264)
- mar cav. Romano Piccolomini (Firenze, 256)
- prof. Claudio Pierangeli (Siena, 463)
- dott. Giuseppe Pieri (Roma, 530) (vice direttore RAI)
- Roberto Pieri (Firenze, 756)
- Giovanni Pieroni (Firenze, 714)
- on. Giulio Pietrosanti (Roma, 66) (consigliere regionale Lazio)
- dott. Michele Pignatelli (Roma, 334)
- dott. Waldimiro Pinto (Brasile, 602)
- magg. Francesco Pirolo (Roma, 260)
- gen. sq. aerea Luigi Pirozzi (Roma, 854) (Vice Comandante delle Forze Aeree NATO del Sud Europa)
- cap. Gino Pisani (Genova, 40)
- dott. Giorgio Pisano (Cagliari, 642)
- dott. Sergio Piscitello (Roma, 507) (capo cerimoniale Presidenza della Repubblica)
- dott. Alberto Pistolesi (Firenze, 749)
- dott. Giuseppe Pizzetti (Firenze, morto, 410)
- dott. Giulio Pizzoccheri (Milano, passato ad altra Loggia, 242)
- dott. Michele Pizzullo (Roma, 145) (direttore generale ministero della difesa)
- dott. Giovan Vincenzo Placco (Roma, 947) (magistrato, pretore a Roma, poi magistrato di Cassazione)
- prof. Carlo Poglayen (Macerata, 267)
- dott fr. Giuseppe Pluchino (Ragusa, 957)
- cap. Giuliano Poggi (Caracas, 464)
- cap fr. Osvaldo Poggi (Padova, passato ad altra Loggia, 161)
- dott. Marcello Poggini (Roma, 388)
- dott. Duilio Poggiolini (Roma, 961) (direttore generale servizio farmaceutico nazionale, coinvolto in Tangentopoli)
- col. Italo Poggiolini (Livorno, 575) (generale, comandante legione Carabinieri Livorno)
- avv. Volfango Polverelli (Roma, morto, 162) (figlio dell'ex ministro Gaetano Polverelli, avvocato e proprietario della Giannini)
- dott. Domenico Pone (Roma, 421) (magistrato, pretore a Roma, poi Cassazione)
- prof. Leonello Ponti (Roma, 660)
- dott. Saverio Porcari Li Destri (Cuba, morto, 831) (ambasciatore a Cuba, senatore eletto in AN nel 1994, nel 1997 aderisce al CDU)
- cap. Fausto Porcheddu (67)
- cap. Roberto Porcheddu (68)
- dott. Pasquale Porpora (Milano, capo gruppo 14, fasc 70)
- dott. Michele Principe (Roma, 829) (presidente della Selenia, poi Direttore generale della SIP)
- dott. Massimo Pugliese (Roma, 266)
- prof. Clemente Pullè (Messina, 955)
- prof. Pietro Pulsoni (Roma, 69)
- cap. Giuseppe Putignano (Firenze, 764)

## Q
- ten col. Giuseppino Quartararo (Livorno, 577)
- amm. Giovanni (Juan) Questa (Argentina, 617)

## R
- dott. Domenico Rabino (Modena, 825)
- dott. Giorgio Ramella (Genova, 771)
- prof. Vincenzo Randi (Ravenna, morto, 71)
- dott. Giacomo Randon (Roma, 146) (magistrato, pretore di Arezzo)
- Bruno Ranieri (Roma, morto, 465)
- dott. Domenico Raspini (Ravenna, 72) (magistrato, presidente del tribunale di Ravenna)
- gen. Osvaldo Rastelli (Bologna, 105) (generale dell'Esercito)
- maestro. Giulio Razzi (Roma, morto, 466)
- dott. Angelo Rega (Roma, 73)
- cap. Aldo Renai (Firenze, 268)
- avv. Lucio Riccardi (Bari, 74)
- avv. Emilio Riccardi (Torino, morto, 95)
- dott. Giuseppe Ricci (Viterbo, 467)
- gen. Giovanni Riffero (Torino, 486) (generale dell'Esercito)
- dott. Renato Righi (Firenze, 122)

Il Tribunale di Firenze, con sentenza del 5.12.1997 (Giudice Dr. Iofrida), passata in giudicato, ha accertato che l'attribuzione a Renato Righi della qualifica di «iscritto alla P2» è da ritenersi «diffamatoria», in quanto priva «di riscontri obiettivi» e non corrispondente a verità, «anche solo putativa».
- dott. Giovanni Rizzi (Verona, 760)
- dott. Angelo Rizzoli (Milano, morto nel 2013, 532) (presidente Rizzoli-Corriere della Sera dal 1978 al 1983)
- col. Vincenzo Rizzuti (Roma, 811) (ufficiale dei CC in servizio al SISDE)
- dott. Enrico Rocca (Cagliari, 884)
- col. Fausto Rodinò (Ostia, 269)
- Carlo Rolla (Genova, 881)
- dott. Francesco Romanelli (Roma, 75)
- dott. Ovidio Romanelli (Roma, 335)
- ten. col. Antonio Romano (Roma, 549)
- dott. William Rosati (Genova, capo gruppo 15, fasc 673)
- cap. Andrea Roselli (Potenza, 585)
- gen. Roberto Roselli (Roma, 99) (generale dei Carabinieri)
- prof. Edmondo Rossi (Roma, 805)
- dott. Giorgio Rossi (Milano, 323)
- Mario Rossi (Frosinone, 730)
- dott. Bruno Rozera (Roma, passato al Grande Oriente, 76)
- ing. Mario Rubino (Palermo, 336)
- dott. Carlo Ruffo della Scaletta (Firenze, 717) (nobile)
- dott. Felice Ruggiero (Roma, 847) (direttore generale del Ministero del Tesoro)
- dott. Domenico Russo (La Spezia, 846)
- dott. Francesco Russo (Agrigento, 196)
- cap. Guido Ruta (Stati Uniti, 628)

## S
- dott. Claudio Sabatini (Roma, 783)
- ten. col. Gianfranco Sabatini (Aosta, 953)
- dott. Elio Sacchetto (Roma, 634)
- arch. Ambrogio Sala (Torino, 228)
- magg. Mario Salacone (Roma, 163) (ufficiale del Sismi)
- ing. Simonpietro Salini (Roma, in sonno, 531)
- dott. Francesco Salomone (Roma, 678)
- arch. Francesco Sanguinetti (Roma, morto, 337)
- Ermido Santi (Genova, 772) (deputato del PSI)
- geom. Ferruccio Santini (Roma, 775)
- dott. Mario Santoro (Bologna, 77)
- gen. Giuseppe Santovito (Roma, morto, 527) (capo del Sismi dal 1978 al 1981)
- dott. Roberto Sarracino (L'Aquila, 383)
- geom. Stefano Sassorossi (Firenze, 719)
- cav. Carlo Satira (Reggio Calabria, 78)
- principe Vittorio Emanuele di Savoia (Ginevra, morto, 516) (figlio dell'ultimo Re d'Italia Umberto II)
- dott. Vittorio Sbarbaro (Roma, 934)
- dott. Francesco Scalabrino (Messina, morto, 469)
- dott. Leonardo Scali (Roma, 958)
- ten. col. Pasquale Scarano (Oristano, 839)
- ten. col. Michele Schettino (Torino, 761) (ufficiale dei Carabinieri)
- dott. Darcy Schettino Rocha (Brasile, 607)
- Aldo Schiassi (Bologna, 924)
- avv. Giulio Schiller (Padova, 654) (fondatore dell’Associazione Veneta Avvocati Amministrativisti)
- ten. col. Mario Scialdone (Firenze, 147)
- dott. Santo Sciarrone (Milano, 635)
- gen. Salvatore Scibetta (Roma, 124) (vice comandante generale della Guardia di finanza)
- col. Domenico Scoppio (Roma, 274)
- ing. Alberto Scribani (Parigi, 198)
- on. Loris Scricciolo (Chiusi, morto, 125) (deputato PSI, ex vicepresidente del Monte dei Paschi di Siena)
- dott. Piero Scricciolo (Arezzo, passato al Grande Oriente, 149)
- prof. Albino Secchi (Firenze, 411)
- Gustavo Selva (Roma, morto, 623) (ai tempi dello scandalo europarlamentare della Democrazia Cristiana, ex direttore del GR2, poi deputato di AN e senatore di Forza Italia)
- dott. Mario Semprini (Roma, 544)
- dott. Pasquale Setari (Padova, 106) (presidente del Tribunale di Padova)
- ing. Lucien Sicouri (Genova, 580)
- dott. Elio Siggia (Roma, 656) (magistrato, pretore a Roma)
- ten. vasc. Giuseppe Silanos (Roma, 271)
- dott. Enrico Silvio (Genova, 338)
- prof. Augusto Sinagra (Roma, 946) (all'epoca magistrato e consulente giuridico al Ministero degli Affari Esteri, poi docente universitario)
- avv. Michele Sindona (501, morto) (banchiere, presidente della Banca Privata Italiana, legato allo scandalo del Banco Ambrosiano, avvelenato in carcere in circostanze mai chiarite)
- magg. Giovanni Sini (Livorno, 578)
- dott. Raffaele Sinisi (Arezzo, 297)
- gen. Giuseppe Siracusano (Roma, 496) (generale dei Carabinieri)
- dott. Fiorello Sodi (Firenze, 34)
- dott. Edgardo Sogno Rata del Vallino di Ponzone (Torino, morto, 786)  (ex partigiano, medaglia d'oro al V.M., ambasciatore)
- Ugo Soldani (Firenze, 718)
- dott. Angelo Raffaele Soldano (Roma, 272)
- dott. Gerolamo Sommo (Aosta, 912)
- dott. Girolamo Sorrenti (Roma, 339)
- dott. Franco Sorrentino (Cagliari, 79)
- ten. col. Lino Sovdat (Firenze, morto, 471)
- gen. Pietro Spaccamonti (Roma, 472) (generale della Guardia di finanza)
- dott. Ettore Spagliardi (Aosta, 915)
- dott. Carmelo Spagnuolo (Roma, in sonno, 545) (all'epoca presidente di sezione della Corte di cassazione)
- dott. Piero Spalluto (Milano, 872)
- dott. Paolo Sparagana (Losanna, 537)
- dott. Aldo Spinelli (Milano, in sonno, 80)
- on. Gaetano Stammati (Roma, morto nel 2002, 543) (Ministro delle finanze nel Governo Moro V, Ministro del tesoro nel Governo Andreotti III, Ministro dei lavori pubblici nel Governo Andreotti IV, Ministro del commercio con l'estero nel Governo Andreotti V e nel Governo Cossiga I, Ragioniere Generale dello Stato dal 1967 al 1972)
- dott. Antonio Stanzione (Forlì, 793) (magistrato, giudice a Forlì)
- ten. col. Savino Stella (Firenze, 722)
- dott. Domenico Stellini (Treviso, in sonno, 81)
- magg. Marcello Stellini (Roma, 273)
- dott. Giorgio Sternini (Venezia, 82)
- dott. Giorgio Florio Stilli (Firenze, 648)
- dott. Randolph K. Stone (Los Angeles, 899)
- dott. Bruno Strappa (Ancona, 584)
- cap. dott. Giuseppe Strati (Reggio Calabria, 959)
- dott. Francesco Sturzo (Palermo, 340)
- gen. Carlos Suarez Mason (Argentina, 609) (generale dell'Ejército Argentino)
- dott. Giuseppe Szall (Milano, 524)

## T
- Leandro Tacconi(Roma, 632)
- cap. Ezio Talone (Napoli, 276)
- ing. Gennaro Tampone (Firenze, 750) (architetto)
- dott. Vittorio Tanassi (Roma 473)
- magg. Giacomo Tarsi (Roma, 151)
- avv. Paolo Tartaglia (Roma, 842)
- dott. Bruno Tassan Din (Milano, morto, 534), (all'epoca della scoperta della lista, direttore generale della Rizzoli Editore, proprietaria del Corriere della Sera, implicato anche nel crack del Banco Ambrosiano, per cui verrà condannato nel 1996)
- Giovanni Tassitano (Pisa, 925)
- dott. Elijak Taylor (Liberia, 619)
- dott. Alberto Teardo (Albissola, 341)
- dott. Mario Tedeschi (Roma, morto, 853) (membro della Xª Flottiglia MAS, direttore responsabile de Il Borghese dal 1957 fino alla sua morte nel 1993, negli anni '70 fu senatore per due legislature del Movimento Sociale Italiano)
- on. Emanuele Terrana (Roma, morto, 356) (deputato del PRI)
- cap. Corrado Terranova (Taranto, morto, 83) (ufficiale dei CC in servizio al SISDE)
- prof. Carlo Terzolo (Torino, morto, 342)
- gen. Guido Tesi (Firenze, in sonno, 587) (generale dell'Esercito italiano)
- Augusto Tibaldi (Roma, sospeso, 100)
- dott. Mario Tilgher (Roma, passato al Grande Oriente, 84)
- dott. Alessandro Tizzani (Torino, 795)
- col. Mario Tognazzi (Firenze, morto, 412)
- dott. William Tolbert (Liberia, morto, 618)
- Emanuele Tomasino (Palermo, 669) (imprenditore)
- Osvaldo Tonini (Brasile, 614)
- amm. Giovanni Torrisi (Roma, morto, 631) (dall'agosto 1977 al gennaio 1980 capo di Stato Maggiore della Marina Militare e dal febbraio 1980 al settembre 1981 capo di Stato Maggiore della Difesa)
- cap. Menotti Tortora (Firenze, 275)
- Silvano Tosi (Arezzo, 477)
- Massimo Tosti (Roma, 929)
- dott. Gaetano Trapani (Milano, 779)
- ten col. Mario Traversa (Brindisi, 758)
- dott. Roberto Trebbi (Tirrenia, 685)
- prof. Fabrizio Trecca Trifone (Roma, capo gruppo 17, morto, fasc 327) (medico e scrittore)
- comm. Lorenzo Tricerri (Torino, in sonno, 85)
- cav. Aurelio Tripepi (Reggio Calabria, morto, 474)
- col. Giuseppe Trisolini (Roma, morto, 547)
- avv. Francesco Troccoli (Bari, 86)
- dott. Francesco Trois (Cagliari, 820)
- ten col. Domenico Tuminello (Perugia, 148)
- gen. Mauro Turini (Roma, 740) (generale dell'Esercito italiano)
- dott. Vincenzo Tusa (Palermo, morto, 344) (archeologo)

## U
- comandante Paolo Uberti (Roma, 280) (comandante pilota Alitalia)
- dott. Asdrubale Ugolini (Firenze, 413)
- geom. Mauro Ugolini (Firenze, 720)
- ten. col. Giacomo Ungania (Roma, 901)
- ten. col. Ottavio Urciuolo (Firenze, 126)

## V
- dott. Salvatore Vagnoni (Roma, 468)
- avv. Mario Valenti (Arezzo, morto, 644)
- dott. Roberto Valenza (Roma, 757)
- dott. Vincenzo Valenza (Roma, 243)
- gen. Enzo Vallati (Roma, 508) (tenente generale dell'Esercito italiano)
- dott. Cesare Valobra (Milano, in sonno, 87)
- dott. Giancarlo Elia Valori (Roma, espulso, 283) (presidente Autostrade per l'Italia, SME, Unione Industriali di Roma, Sviluppo Lazio, Torino Internazionale, La Centrale Finanziaria Generale, delegazione italiana Abertis, presidente onorario Huawei Italia)
- prof. Walter Vannelli (Roma, 88)
- prof. Cesare Vannocci (Livorno, morto, 89)
- dott. Giuseppe Varchi (Trapani, 908) (vice questore a Catania)
- gen. Dante Venturi (Palermo, morto, 346)
- dott. Aldo Vestri (Genova, 90)
- dott. Giovanni Viarengo (Torino, 91) (direttore sede Rai Trentino-Alto Adige)
- cap. Massimo Vicard (Roma, 866)
- col. Mario Pompeo Vicini (Roma, 127)
- col. Antonio Viezzer (Roma, 509) (ufficiale del SID)
- dott. Alberto Vignes (Argentina, morto, 592)
- dott. Luigi Nello Villa (Torino, 374)
- dott. Vincenzo Villata (Roma, 391)
- dott. Maria Josè Villone (Buenos Aires, 690)
- avv. Enrico Vinci (Roma, morto, 282) (presidente della Federazione Italiana Pallacanestro)
- dott. Francesco Viola (Torino, 375)
- magg. Enrico Violante (Livorno, 284)
- dott. Ferdinando Visciani (Firenze, morto, 281)
- dott. Annibale Viscomi (Montecatini, 647)
- Roberto Visconti (Firenze, 751)
- dott. Angelo Visocchi (Roma, 791)
- dott. Gaetano Vita (Roma, 390)
- dott. Fabio Vitali (Torino, in sonno, 347)
- dott. Vincenzo Vitali (Siena, 348)
- avv. Mario Vitellio (Roma, 666)
- gen. Ambrogio Viviani (Novara, morto, 828) (ex responsabile sezione del SID, poi deputato del Partito Radicale e del MSI-DN)
- avv. Carlo Voccia (Roma, 667)
- avv. Gaetano Vullo (Milano, 856)

## W
- dott. Fernandes Wilson De Valle (Buenos Aires, 687)

## Z
- dott. Mario Zaccagnini (Roma, 92) (direttore generale ministero della Marina mercantile)
- cap. Maurizio Zaffino (La Spezia, 285)
- dott. Leonida Zanaria (Milano, 896)
- dott. Mario Zanella (Roma, 476)
- dott. Lelio Zappalà (Roma, 475)
- ing. Lucio Zappulla (Palermo, 349)
- dott. Aldo Zecca (Roma, 350) (direttore generale ministero del Tesoro)
- dott. Sergio Zerbini (Modena, 93)
- dott. Giorgio Zicari (Roma, 844), (giornalista)
- dott. Alfredo Zipari (Roma, 470)
- prof. Amonasro Zocchi (Roma, 571) (presidente Banca di Messina e docente universitario)
- Elie Zocheib (Modena, 893)
- on. Michele Zuccalà (Roma, morto, 492) (parlamentare del PSI)
- comm. Antonio Zucchi (Arezzo, 128)
- dott. Paolo Zucchini (Roma, 362) (magistrato a Roma)

## Dettagli sulla lista

### La diffusione territoriale
È da notare il capillare radicamento della struttura P2 nel territorio italiano con 2 o 3 iscritti per 49 delle attuali 110 province italiane: Ancona, Aosta, Arezzo, Bari, Bologna, Brescia, Brindisi, Cagliari, Catania, Catanzaro, Cosenza, Firenze, Forlì e Cesena, Genova, La Spezia, L'Aquila, Livorno, Macerata, Massa e Carrara, Messina, Milano, Modena, Napoli, Novara, Nuoro, Oristano, Padova, Palermo, Pavia, Perugia, Piacenza, Pisa, Pistoia, Potenza, Ravenna, Reggio Calabria, Reggio Emilia, Roma, Savona, Siena, Teramo, Torino, Trapani, Treviso, Trieste, Udine, Venezia, Verona, Viterbo.
A conferma del radicamento nel territorio la presenza in 19 delle 20 regioni italiane, mancando solo il Molise.

### Categorie lavorative degli iscritti
La lista copriva un eterogeneo insieme di persone appartenenti a svariate figure lavorative e professionali.
- Militari e membri delle forze di polizia: 209
- Uomini politici: 67
- Dirigenti ministeriali: 52
- Banche: 49
- Industriali: 47
- Medici: 38
- Docenti universitari: 36
- Commercialisti: 28
- Avvocati: 27
- Giornalisti: 27
- Dirigenti industriali: 23
- Imprenditori: 18
- Magistrati: 18
- Liberi professionisti: 17
- Attività varie: 12
- Società private (presidenti): 12
- Società pubbliche (dirigenti): 12
- Segretari particolari (politici): 11
- Associazioni varie: 10
- Dirigenti RAI: 10
- Enti assistenziali e ospedalieri: 10
- Diplomatici: 9
- Compagnie aeree: 8
- Dirigenti comunali: 8
- Società pubbliche (presidenti): 8
- Architetti: 7
- Funzionari regionali: 7
- Antiquari: 6
- Compagnie di assicurazione: 6
- Dirigenti editoriali: 6
- Alberghi (direttori): 4
- Consulenti finanziari: 4
- Editori: 4
- Notai: 4
- Scrittori: 3
- Provveditori agli studi: 2
- Sindacalisti: 2
- Commercianti: 1